# Francesco Rizzo
Francesco Paolo Rizzo, zkráceně jen Francesco Rizzo (30. května 1943 Rovito, Italské království – 17. července 2022) byl italský fotbalový záložník.
Fotbal začal hrát ve třetiligové Cosenze. Poté prošel Alessandrií a v roce 1962 již hrál v Cagliari, kde po dvou sezonách ve druhé lize pomohl k postupu do nejvyšší ligy. V roce 1967 odešel hrát na 10 utkání do amerického klubu Chicago Mustang. Po návratu do Itálie podepsal smlouvu s Fiorentinou, kde vyhrál svůj jediný titul v lize (1968/69). Po dvou sezonách odešel do Boloně. Kariéru zakončil v dresu Janova v roce 1979.
Za reprezentací odehrál 2 zápasy a vstřelil 2 branky. Zúčastnil se MS 1966.

## Hráčská statistika
| Sezóna  | Klub        | Liga    | Liga   | Liga | Ligové poháry | Ligové poháry | Ligové poháry | Kontinentální poháry | Kontinentální poháry | Kontinentální poháry | Celkem | Celkem |
| Sezóna  | Klub        | Soutěž  | Zápasy | Góly | Soutěž        | Zápasy        | Góly          | Soutěž               | Zápasy               | Góly                 | Zápasy | Góly   |
| ------- | ----------- | ------- | ------ | ---- | ------------- | ------------- | ------------- | -------------------- | -------------------- | -------------------- | ------ | ------ |
| 1961/62 | Alessandria | Serie B | 24     | 6    | IP            | 0             | 0             | -                    | 0                    | 0                    | 24     | 6      |
| 1962/63 | Cagliari    | Serie B | 27     | 6    | IP            | 1             | 0             | -                    | 0                    | 0                    | 28     | 6      |
| 1963/64 | Cagliari    | Serie B | 26     | 1    | IP            | 3             | 0             | -                    | 0                    | 0                    | 29     | 1      |
| 1964/65 | Cagliari    | Serie A | 20     | 6    | IP            | 3             | 3             | -                    | 0                    | 0                    | 23     | 9      |
| 1965/66 | Cagliari    | Serie A | 33     | 10   | IP            | 2             | 0             | -                    | 0                    | 0                    | 35     | 10     |
| 1966/67 | Cagliari    | Serie A | 29     | 2    | IP            | 1             | 0             | -                    | 0                    | 0                    | 30     | 2      |
| 1967/68 | Cagliari    | Serie A | 25     | 5    | IP            | 1             | 0             | Stř.P                | 4                    | 0                    | 30     | 5      |
| 1968/69 | Fiorentina  | Serie A | 27     | 6    | IP            | 3             | 1             | Vel.P                | 6                    | 2                    | 36     | 9      |
| 1969/70 | Fiorentina  | Serie A | 20     | 2    | IP            | 5             | 0             | PMEZ                 | 5                    | 0                    | 30     | 2      |
| 1970/71 | Bologna     | Serie A | 28     | 2    | IP            | 3             | 0             | PVP                  | 2                    | 0                    | 33     | 2      |
| 1971/72 | Bologna     | Serie A | 25     | 2    | IP            | 9             | 5             | UEFA                 | 4                    | 1                    | 38     | 8      |
| 1972/73 | Catanzaro   | Serie B | 30     | 6    | IP            | 4             | 3             | -                    | 0                    | 0                    | 34     | 9      |
| 1973/74 | Catanzaro   | Serie B | 33     | 7    | IP            | 1             | 0             | -                    | 0                    | 0                    | 34     | 7      |
| 1974/75 | Janov       | Serie B | 29     | 3    | IP            | 0             | 0             | -                    | 0                    | 0                    | 29     | 3      |
| 1975/76 | Janov       | Serie B | 34     | 7    | IP            | 8             | 0             | -                    | 0                    | 0                    | 42     | 7      |
| 1976/77 | Janov       | Serie A | 5      | 0    | IP            | 4             | 1             | -                    | 0                    | 0                    | 9      | 1      |
| 1977/78 | Janov       | Serie A | 14     | 1    | IP            | 3             | 0             | -                    | 0                    | 0                    | 17     | 1      |
| 1978/79 | Janov       | Serie B | 25     | 1    | IP            | 3             | 1             | -                    | 0                    | 0                    | 28     | 2      |
| Celkem  | Celkem      | Celkem  | 456    | 73   | -             | 54            | 14            | -                    | 21                   | 3                    | 531    | 90     |

## Hráčské úspěchy

### Klubové
- 1× vítěz 1. italské ligy (1968/69)
- 1× vítěz 2. italské ligy (1975/76)

### Reprezentační
- 1× na MS (1966)